# 殷璠
殷 璠（いん はん、生没年不詳）は、唐代の中国の文学者。丹陽の人。
歌集の『河岳英霊集』を著し、開元2年（714年）から天宝12載（753年）の間に、常建・李白・王維・高適・岑参・孟浩然・王昌齢など二十四人の詩二百三十四首を収集、内容解釈と評論を書いた。